# Rhipidia cymula
Rhipidia cymula är en tvåvingeart som först beskrevs av Alexander 1979.  Rhipidia cymula ingår i släktet Rhipidia och familjen småharkrankar.
Artens utbredningsområde är Ecuador. Inga underarter finns listade i Catalogue of Life.